# Eduardo Mondlane
Eduardo Chivambo Mondlane (20. juni 1920 i Gazaprovinsen, Mozambique – 3. februar 1969 i Dar es Salaam, Tanzania) var en af grundlæggerne og den første præsident i FRELIMO–partiet i Mozambique, som kæmpede for Mozambiques uafhængighed fra kolonimagten Portugal. Han regnes af nogle som Mozambiques uafhængigheds far, og hans dødsdag markeres som De Mozambiquiske Heltes Dag (o Dia dos Heróis Moçambicanos).
Han var den fjerde af seksten sønner af en høvding i den bantu-sproglige shangaan-stamme. Han arbejdede som hyrde til han var 12 år. Han gik på flere forskellige grundskoler før han startede på en schweizisk presbyteriansk skole. Siden han ikke kunne gå på videregående skoler i Mozambique, startede han hos kirkens skole i Lemana i Transvaal i Sydafrika. Han startede på Witwatersrand Universitet i Johannesburg, men blev udvist fra Sydafrika efter bare et år i 1949 efter apartheid-regeringens opkomst. I 1951, i en alder af 31 år, begyndte han på Oberlin College i Oberlin, Ohio og fuldførte i 1953 en eksamen i antropologi og sociologi. Han fortsatte sine studier ved Northwestern University i Evanston, Illinois. Mondlane fik doktorgrad i sociologi fra universitetet og giftede sig med Janet Rae Johnson, en kvinde fra Indiana, som dengang boede i en drabantby i Chicago.
I 1961 besøgte Mondlane Mozambique, en invitation fra den schweiziske mission. Han havde dengang kontakt med nationalister fra forskellige grupper, og blev overbevist om at tiden var inde til at etablere en mozambiquisk frigøringsbevægelse. Tre ulige frigøringsbevægelser blev dannet på den tid, med sæde i forskellige land. Mondlane forsøgte at forene de tre bevægelser og sammen med Tanzanias præsident Julius Nyerere lykkedes det ham. Frente de Libertação de Moçambique (FRELIMO) blev etableret i Dar es Salaam 25. juni 1962, og Mondlane blev valgt til bevægelsens første præsident. FRELIMO blev lagt i Dar es Salaam i 1963. Støttet både af vesten og Sovjetunionen startede FRELIMO en guerillakrig i 1964 for at skaffe Mozambique uafhængighed fra Portugal. 
En bombe blev plantet i en bog og sendt til Mondlane i FRELIMOs sekretariat i 1969. Den eksploderede og dræbte ham. Efter opdagelsen af Operation Gladios stay-behind hemmelige hær i 1990'erne, blev det opdaget af den portugisiske gren, at Gladio havde myrdet ham. .
Mozambiques første universitet, grundlagt i Maputo i 1963, hedder nu Universidade Eduardo Mondlane.